# Палм-Спрінгс-Норт (Флорида)
Палм-Спрінгс-Норт (англ. Palm Springs North) — переписна місцевість (CDP) в США, в окрузі Маямі-Дейд штату Флорида. Населення — 5030 осіб (2020).

## Географія
Палм-Спрінгс-Норт розташований за координатами 25°56′3″ пн. ш. 80°19′52″ зх. д. / 25.93417° пн. ш. 80.33111° зх. д. (25.934252, -80.331028).  За даними Бюро перепису населення США в 2010 році переписна місцевість мала площу 2,59 км², з яких 2,06 км² — суходіл та 0,53 км² — водойми.

## Демографія
Згідно з переписом 2010 року, у переписній місцевості мешкали 5253 особи в 1572 домогосподарствах у складі 1370 родин. Густота населення становила 2027 осіб/км².  Було 1619 помешкань (625/км²).
Расовий склад населення:
| - 95,2 % — білих - 1,4 % — чорних або афроамериканців - 0,5 % — азіатів - 0,1 % — корінних американців - 1,7 % — осіб інших рас |

До двох чи більше рас належало 1,1 %. Частка іспаномовних становила 77,7 % від усіх жителів.
За віковим діапазоном населення розподілялося таким чином: 22,4 % — особи молодші 18 років, 62,2 % — особи у віці 18—64 років, 15,4 % — особи у віці 65 років та старші. Медіана віку мешканця становила 40,4 року. На 100 осіб жіночої статі у переписній місцевості припадало 95,9 чоловіків;  на 100 жінок у віці від 18 років та старших — 92,9 чоловіків також старших 18 років.
Середній дохід на одне домашнє господарство  становив 88 205 доларів США (медіана — 74 833), а середній дохід на одну сім'ю — 96 330 доларів (медіана — 83 017). Медіана доходів становила 49 462 долари для чоловіків та 38 169 доларів для жінок. За межею бідності перебувало 6,6 % осіб, у тому числі 5,3 % дітей у віці до 18 років та 9,3 % осіб у віці 65 років та старших.
Цивільне працевлаштоване населення становило 2945 осіб. Основні галузі зайнятості: освіта, охорона здоров'я та соціальна допомога — 18,7 %, роздрібна торгівля — 12,6 %, науковці, спеціалісти, менеджери — 12,2 %.